# 别必亮
别必亮（1967年7月—），湖北仙桃人，汉族，中国民主促进会会员。中华人民共和国政治人物、第十三届全国人民代表大会重庆市代表。

## 生平
2018年，别必亮被选为重庆市出席第十三届全国人民代表大会代表。